# Karl Cornelius
Pour les articles homonymes, voir Cornelius.
Karl Cornelius (également Carl Cornelius, nom complet : Johann Christian Karl Cornelius), (né le 1er juin 1868 à Berlin et mort le 15 janvier 1938 dans la même ville) est un architecte allemand et un responsable de la construction des chemins de fer prussiens, plus tard la Reichsbahn allemande.

## Biographie
Il complète sa formation à l'université technique de Charlottenbourg et son service militaire en 1891/92 au sein du 3e régiment ferroviaire. Après avoir terminé ses études, il entre dans la fonction publique et travaille comme surveillant de construction jusqu'à ce qu'il réussisse son examen de maître d'œuvre en 1895. Il travaille ensuite à la direction impériale des chemins de fer de Berlin (de) comme « ouvrier non qualifié ».
Dans la période qui suit, il travaille souvent et en étroite collaboration avec son collègue Fritz Klingholz (de). À titre privé, ils construisent ensuite leurs villas sur les propriétés voisines de Charlottenbourg, sur Lyckalle. À partir de 1904, Karl Cornelius dirige le département de construction de bâtiments de la direction des chemins de fer de Berlin. Mais un peu plus d'un an plus tard, il rejoint la direction des chemins de fer de Mayence (de) pour superviser le grand chantier de la nouvelle gare centrale de Wiesbaden. Ici, il assume une tâche qui était auparavant confiée à Fritz Klingholz, qui a déménagé à l'Université technologique d'Aix-la-Chapelle. Karl Cornelius a désormais le titre d'inspecteur agricole. Après Wiesbaden, il construit le nouveau bâtiment d'accueil à Bad Kreuznach (de) avant de revenir à Berlin en 1909. Il travaille comme chef du département de construction de bâtiments au sein de la direction de Berlin jusqu'en 1921, date à laquelle il succède à Alexander Rüdell (de) - désormais avec le titre de « conseiller ministériel » - au ministère prussien des Travaux publics (de). En 1924, il rejoint le siège de la Deutsche Reichsbahn et dirige son département de construction, désormais avec le titre de « directeur ministériel ». En juin 1933, il prend sa retraite lorsqu'il atteint la limite d'âge. Son successeur est Hugo Röttcher (de).

## Bâtiments

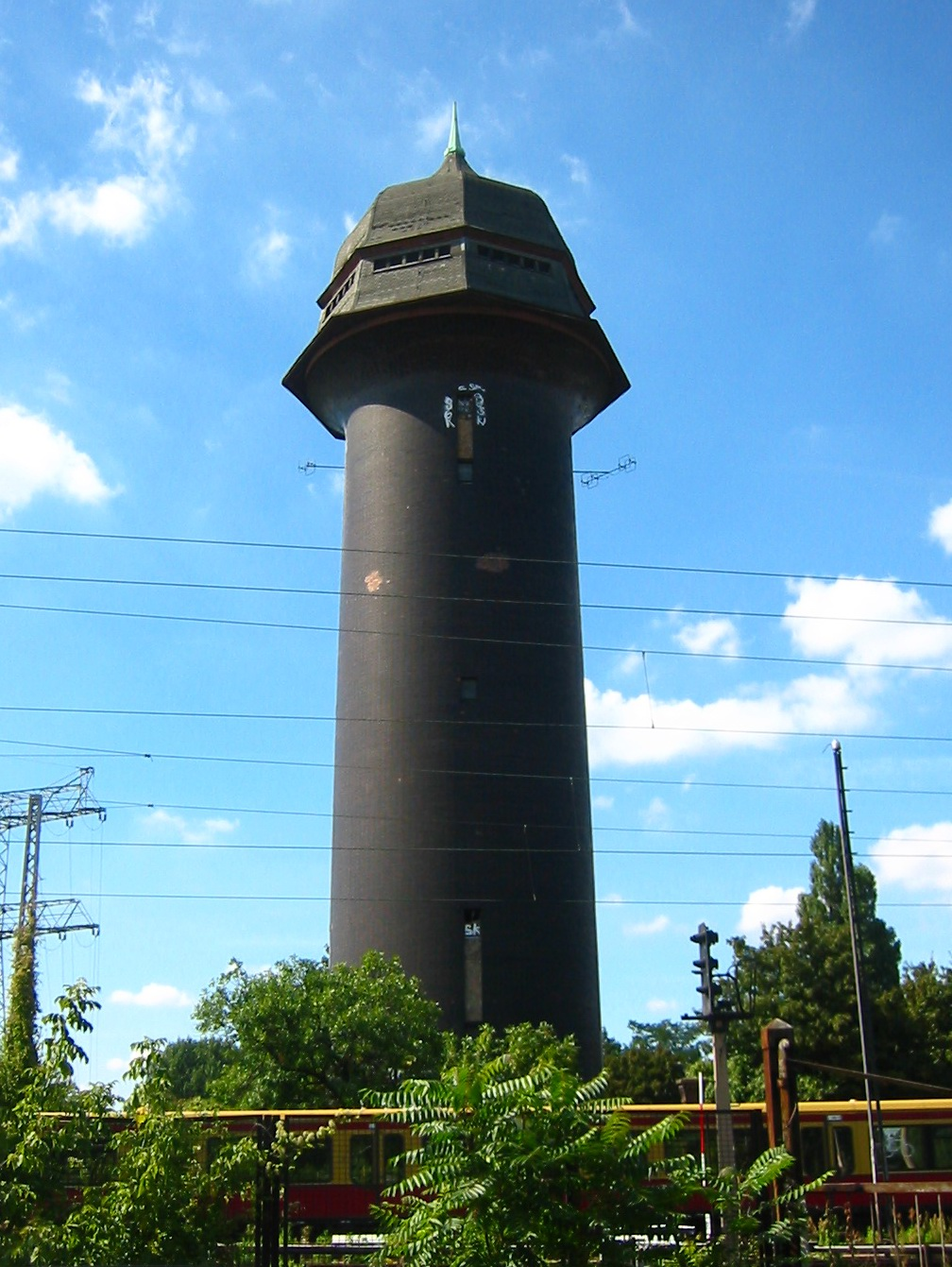
Château d'eau à la gare d'Ostkreuz

De nombreux bâtiments à la planification desquels il a participé sont aujourd'hui classés.

### Projets avec la participation de Karl Cornelius
- 1895–1903: Extension de la gare de Stettin à Berlin
- 1897–1903 Gare de Berlin-Lichtenberg (démolie lors du déplacement de la route et de la construction du nouveau pont de Lichtenberg (de) en 1973)[6]
- 1897–1906: Gare centrale de Wiesbaden
- 1899–1902: Station S-Bahn Sadowa, depuis 1929: Gare de Berlin Wuhlheide
- 1899–1902: Gare de Berlin-Rahnsdorf
- 1899–1902: Gare de Berlin-Köpenick
- 1899–1902: Gare de Berlin-Karlshorst[7]
- 1899: Gare de Berlin-Grunewald[8]
- 1902–1903: Gare de Berlin Yorckstraße[9]
- 1905: Gare de Berlin-Tegel[10]
- 1905–1906: Gare centrale de Wiesbaden[11]
- 1906–1908: Gare de Bad Kreuznach (de)[4] (détruite pendant la Seconde Guerre mondiale, reconstruite sous des formes simplifiées sur les fondations historiques)
- Gare de Putlitzstraße (aujourd'hui: Westhafen)[5]
- 1909–1910: Gare de Berlin-Wittenau[12]
- 1909–1910: Gare de Berlin-Waidmannslust[13]
- 1909–1912: Château d'eau de la gare d'Ostkreuz à Berlin[14]
- 1909–1913: Gare de Berlin-Blankenbourg[15]
- 1909–1914: Gare de Berlin-Buch[16]
- 1912: Gare de Berlin-Hermsdorf[17]
- 1912–1914: Gare de Pankow-Schönhausen (de)[18]
- 1912–1915: Gare de Berlin-Lichterfelde-Est
- 1912–1916: Bâtiment de réception d'Heinersdorf[4]
- 1913: Gare de Berlin-Karow[19]
- 1915–1916: Poste d'aiguillage à la gare de Berlin-Lichterfelde-Est à Berlin[20]
- 1920: Gare de Berlin Köllnische Heide[21]

### Cabines pour quais de train
En collaboration avec l'architecte Waldemar Suadicani (de), Cornelius conçoit des cabines standardisées pour les quais de train dans le cadre de la Normalie prussienne (de) (directives qui déterminent la structure uniforme du réseau ferroviaire prussien), dont les dessins se trouvent encore dans les anciennes gares de Berlin., et comme ils sont utilisés lors de la rénovation de la gare de Berlin Ostkreuz, ils seront reconstruits selon le modèle historique.